# MySQL AB
MySQL AB (створена в 1985, куплена в 2008 компанією Sun Microsystems, станом на сьогодні належить Oracle Corporation) компанія розробник програмного забезпечення. MySQL AB створила Реляційну систему керування базами даних MySQL, а також ряд допоміжного програмного забезпечення, наприклад MySQL Cluster. Компанія має дві штаб-квартири в Уппсала Швеція і в Купертіно Каліфорнія, а також офіси в інших країнах (Парижі, Мюнхені, Дубліні, Мілані і Токіо).
Компанія нараховує близько 400 співробітників в 25 країнах. MySQL AB однією з найбільших open source компаній у світі. Близько 70% людей, які розробляли MySQL працювали у себе вдома.
16 січня 2008 року керівництво MySQL AB оголосило, що погодилося на злиття з Sun Microsystems приблизно за 1 мільярд $. Процес придбання завершився 26 лютого 2008.
Разом з Linux, Apache, PHP, сервер MySQL є однією із складових технології LAMP (Linux, Apache, MySQL, PHP)

## Історія
- 1995 Майкл Віденіус, Девід Ексмарк, Алан Ларсон створюють компанію
- 2001 Мартена Мікоса вибирають головним виконавчим директором
- 2001 Перше фінансове вливання від Scandinavian venture capitalists
- 2003 Друге фінансове вливання від групи інвесторів на чолі з Бенчмарк Капітал
- 2003 Укладений партнерський договір з SAP, acquiring the full на всі комерційні права на MaxDB
- 2003 Придбано Alzato, дочірню компанію Ericsson
- 2005 MySQL Network відкрита підписка на сервіс
- 2006 Третє фінансове вливання від Intel Capital, Red Hat, SAP Ventures та інших
- 2008 Sun Microsystems купує MySQL AB
- 2010 Oracle Corporation купує MySQL AB